# Vaie
Vaie (piemontesisch und frankoprovenzalisch Vaje oder Vàjes, französisch Vaye) ist eine Gemeinde in der italienischen Metropolitanstadt Turin (TO), Region Piemont.

## Lage und Einwohner
Vaie liegt 35 km westlich von Turin in den Cottischen Alpen an der Dora Riparia. Das Gemeindegebiet umfasst eine Fläche von 7 km² und hat 1372 Einwohner (Stand 31. Dezember 2023). Zur Gemeinde gehören noch die drei Weiler Folatone, Mura und Molè.
Vaie ist Mitglied in der Bergkommune Comunità Montana Bassa Valle di Susa e Val Cenischia. Die Nachbargemeinden sind Condove, Sant’Antonino di Susa, Chiusa di San Michele und Coazze.

## Geschichte

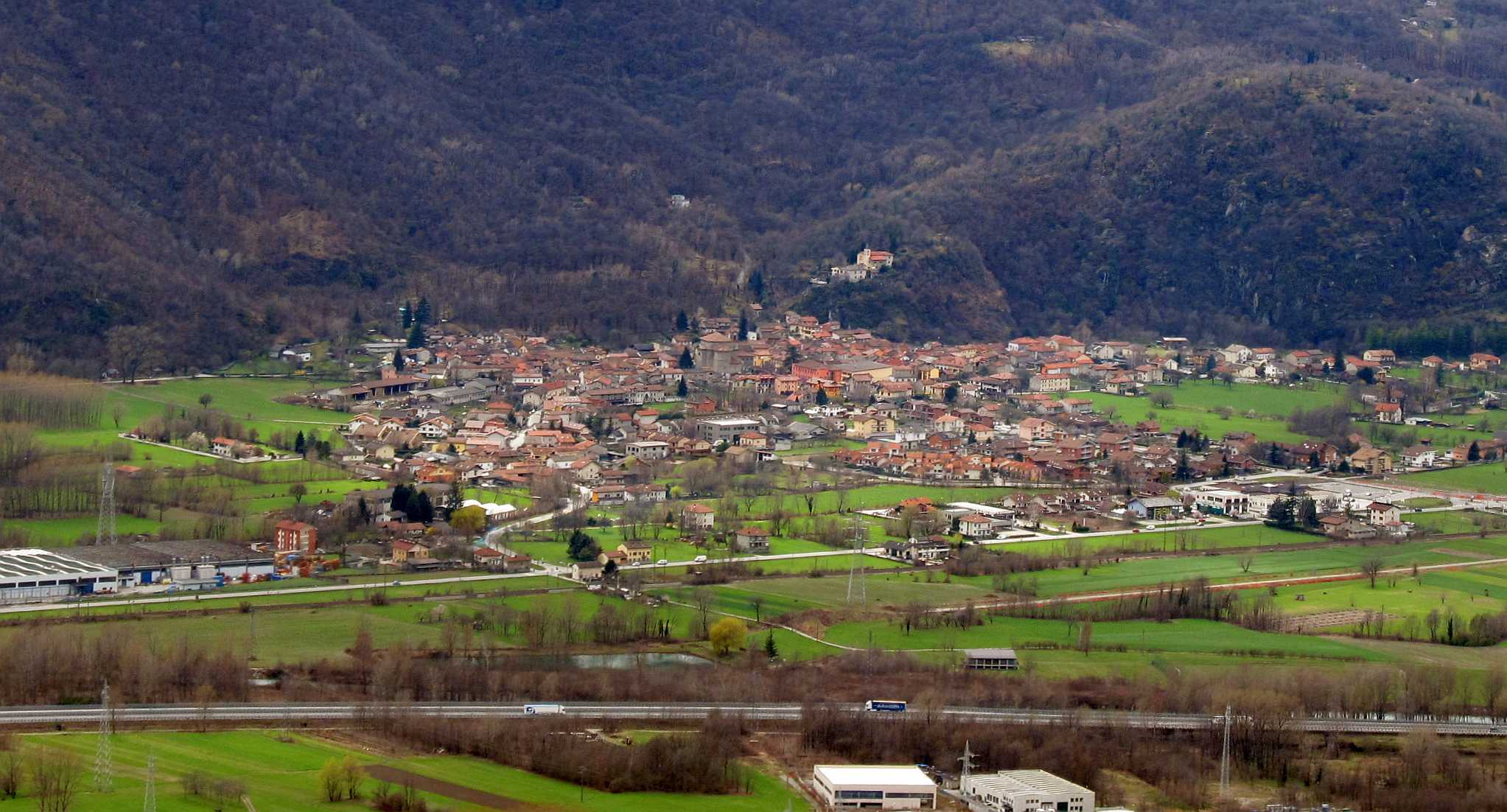
Panorama

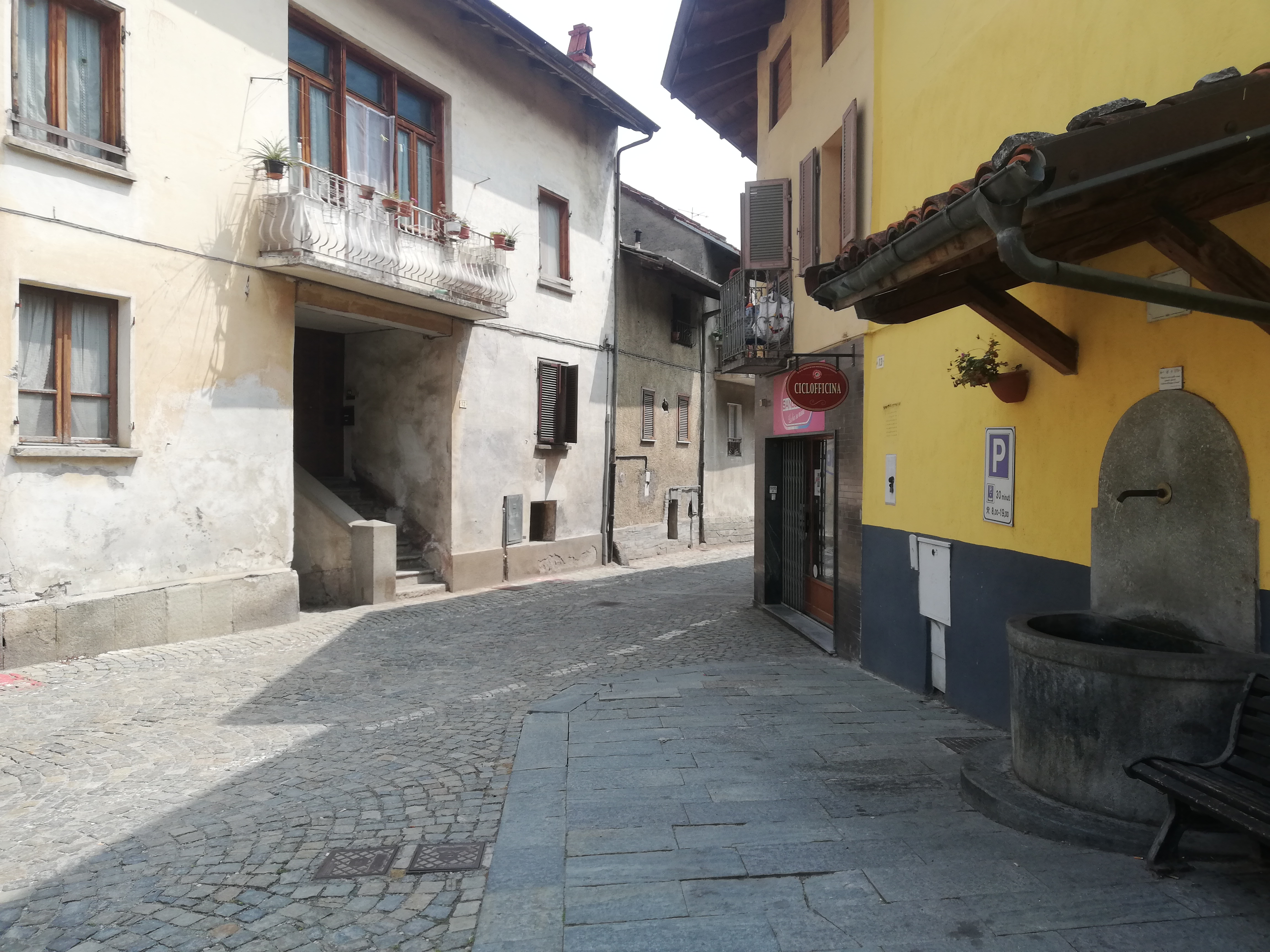
Im Dorfzentrum

Vaie hat einen sehr alten Ursprung und wurde seit der Jungsteinzeit von Menschen besucht. Die archäologische Stätte von Vaie galt lange Zeit als einer der wichtigsten Funde des westlichen Piemont und gilt heute seit prähistorischen Zeiten als möglicher strategischer Ort für den kulturellen und kommerziellen Austausch auf den transalpinen Routen.
Das Susatal war in der Antike ein Durchgangsland und blieb es auch nach dem Niedergang des Römischen Reiches und der Christianisierung der Gebiete. Die Gegend um Vaie war auch Durchgangsstation an der Via Francigena.
Die karolingische Welt hatte ab 726 im Kloster Novalesa einen eigenen Außenposten. Bis 773, dem Jahr der Schlacht zwischen Karl dem Großen und Desiderius, bildete die Chiuse d’Italia (in deren Nähe sich Vaie befindet) daher die Grenze zwischen der fränkischen und der lombardischen Welt.
Im Jahr 1029 wurde Vaie mit der Gründung des Klosters S. Giusto in Susa zum Grenzgebiet zwischen den beiden mächtigen Abteien. Die Gerichtsbarkeit der Sacra S. Michele setzte sich über Vaie durch, mit der anschließenden Herrschaft der Savoyer, und die erste Kirche von Vaie, das Priorat Santa Maria ad Vadiarum, könnte auf die Evangelisierung der Clusini-Mönche im 11. Jahrhundert zurückzuführen sein.
Im Laufe der Jahrhunderte beschreiben Armeedurchzüge, Überfälle und ein unhaltbarer Steuerdruck eine ländliche Welt in extremer Armut. Das alte Rathaus wurde 1677 erbaut und beherbergt heute das Prähistorische Laboratoriumsmuseum.
Diese weitverbreitete Armut hielt bis zum Beginn des 20. Jahrhunderts an, aber auch in Vaie zeigten sich mit dem 20. Jahrhundert die Zeichen einer neuen Ära. Fabriken wurden gebaut und mit ihnen die Arbeitswelt. Ab 1870, mit dem Ausbau der Eisenbahnen und der Eröffnung des Mont-Cenis-Eisenbahntunnel, etablierte sich schnell die neue Industriezivilisation. Von diesen Jahren werden der starke Bevölkerungszuwachs und die neuen Formen der gegenseitigen Hilfe erwähnt, allerdings in einem Kontext, der von ausgeprägten sozialen Bedürfnissen und dem Phänomen der Auswanderung geprägt ist.
Auch begünstigt durch die neuen Transportsysteme kam es in Vaie zu einem neuen Impuls in der Verarbeitung von Gneis. Der Steinbruch von Vaie war jahrhundertelang aktiv, vielleicht schon in der Römerzeit und im Mittelalter, und geriet Ende des 19. Jahrhunderts mit den berühmten archäologischen Entdeckungen in die Schlagzeilen. Tatsächlich waren es die Steinmetze, die zahlreiche Stein- und Keramikartefakte entdeckten. Die Ausgrabungen von 1900–1901 bestätigten die archäologische Bedeutung der Funde, die zwischen der Jungsteinzeit und der Kupferzeit datiert werden können.
Das Labormuseum für Vorgeschichte ist seit 2001 in Vaie aktiv.